# Erdei deréce
Az erdei deréce vagy (székelyföldi nevén) málnavész-virág (Epilobium angustifolium) a mirtuszvirágúak (Myrtales) rendjébe és a ligetszépefélék (Onagraceae) családjába tartozó faj.

## Tudnivalók
Virágai a legtöbb füzikefaj sugaras szimmetriájú virágával szemben kissé kétoldali részarányosak. Ebben hasonlít rá a vízparti deréce (Epilobium dodonaei), ezért ezt a két fajt korábban önálló nemzetségbe sorolták (Chamaenerion).
A nagy, bíborvörös virágok hosszú, kúp alakú, laza fürtökben állnak az alul vöröses száron. Bibéi négykaréjúak. A virágzás idején a sok erdei deréce tűzpiros foltokat képez. A levelek 1–3 cm szélesek, a fűzfáéhoz hasonlítanak, váltakozó állásúak, szélük visszahajló, fonákjuk kékeszöld színű. A növények magassága 60–150 cm 
Mészkerülő erdők tisztásain, erdőszéleken, tarvágásokon terem, néhol tömegesen. Júniustól augusztusig virágzik.

## Előfordulása, elterjedése
Erdei tisztásokon, erdőszéleken, tarvágásokon. Európában, Ázsiában és Észak-Amerikában fordul elő.

## Teája
Kellemes lágy és enyhén édeskés íze van, minden házi készítésű teát gazdagít. Enyhe aromája kicsit a zöld tea ízére emlékeztet. A fiatal leveleiből készített főzete helyettesíti a fekete teát. Nagyon kedvelt Kelet-Európában.

## Története
Egyik nevét, "romvirágocska", a II. világháború után kapta, mert az első növény volt, ami a lebombázott városokban kihajtott.
A középkorban Szent Antalnak, a tűz patrónusának szentelték, azt tartották megvéd a "Szent Antal tüzétől", mely betegséget a mérgező anyarozsgomba által fertőzött rozs okozott és egész országrészeket néptelenített el.

## Gyógyhatásai
A népi gyógyászatban gyomor-, bél- és húgyúti gyulladások kezelésére használják.

## Alfajai
- Epilobium angustifolium subsp. circumvagum Mosquin
- Epilobium angustifolium subsp. macrophyllum (Hausskn.) Hultén

## Képek

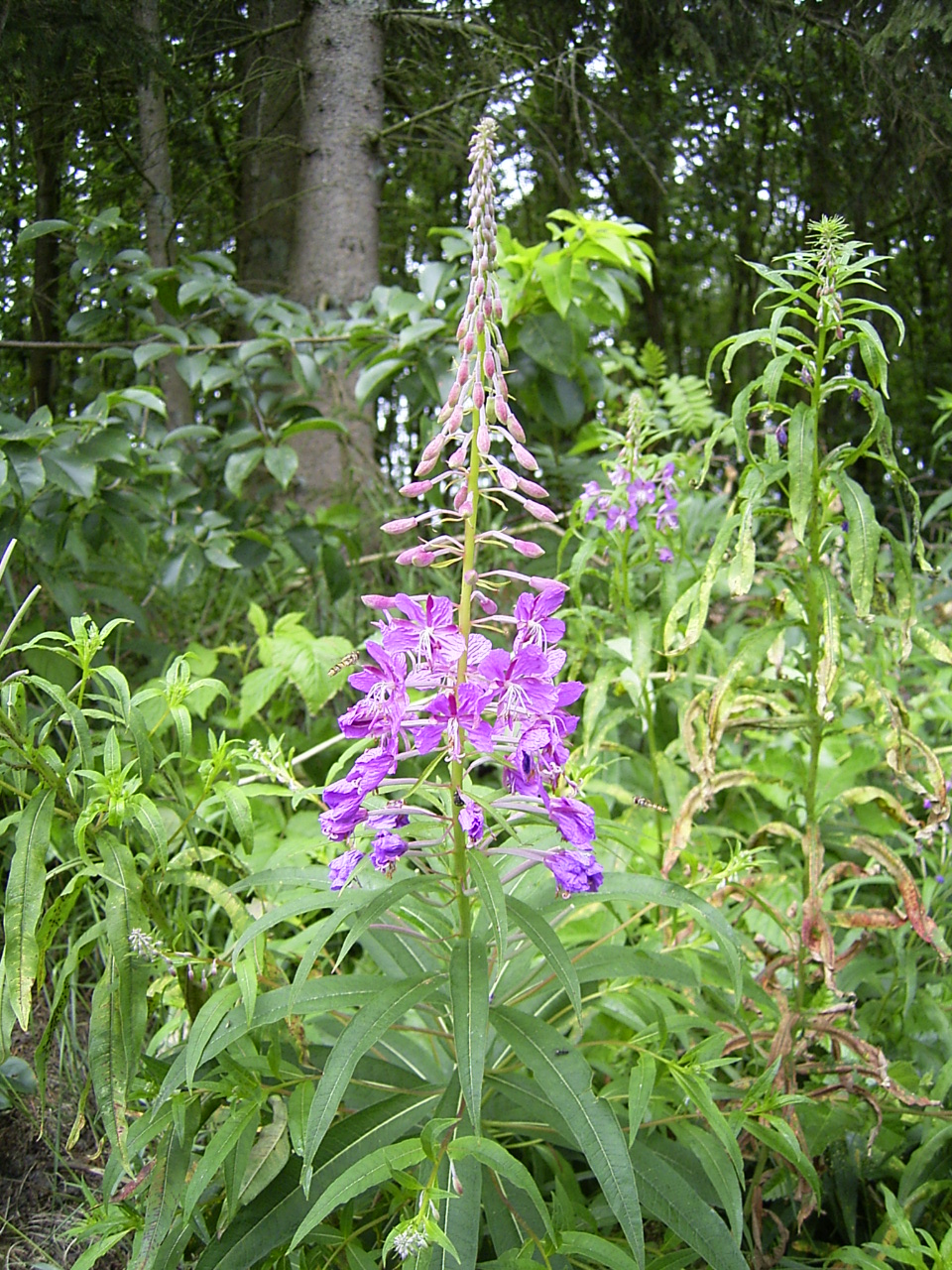
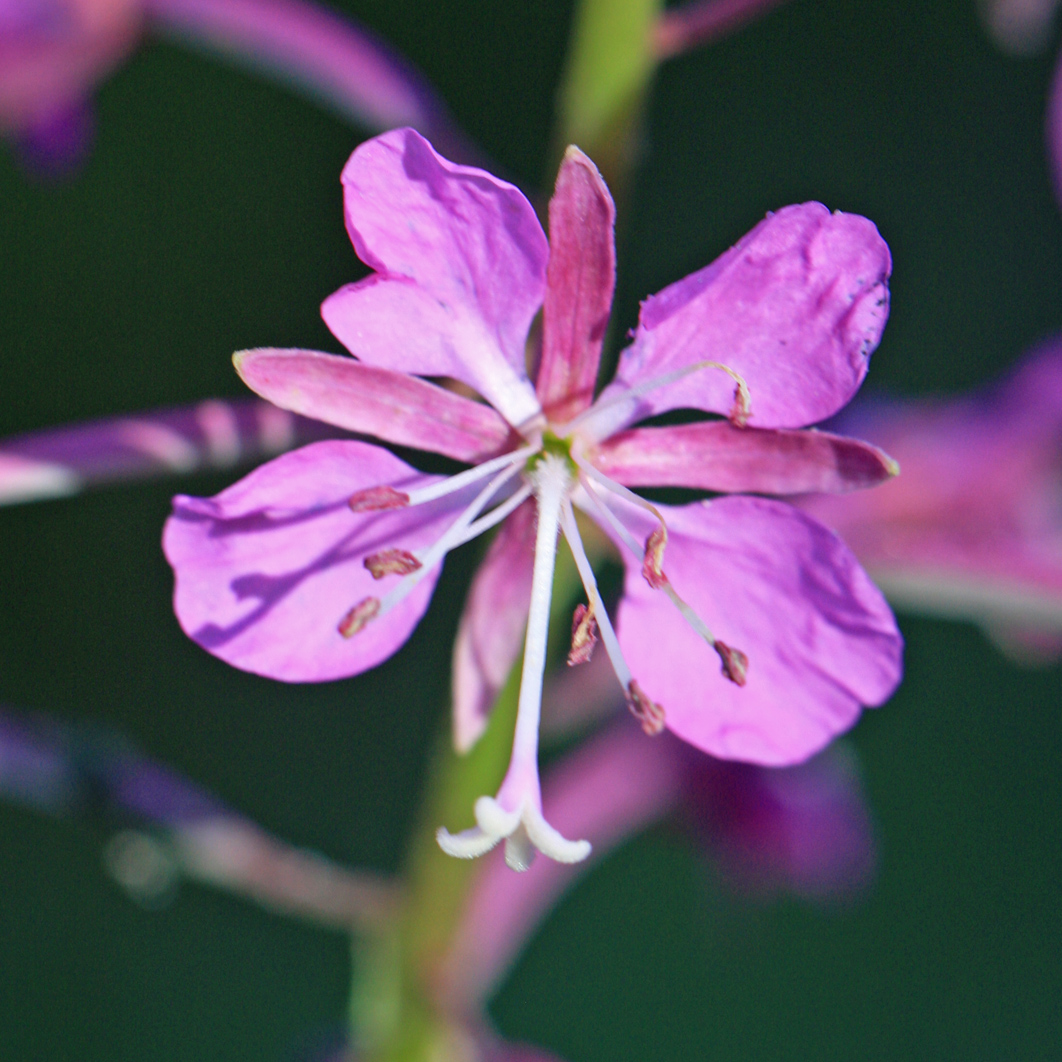
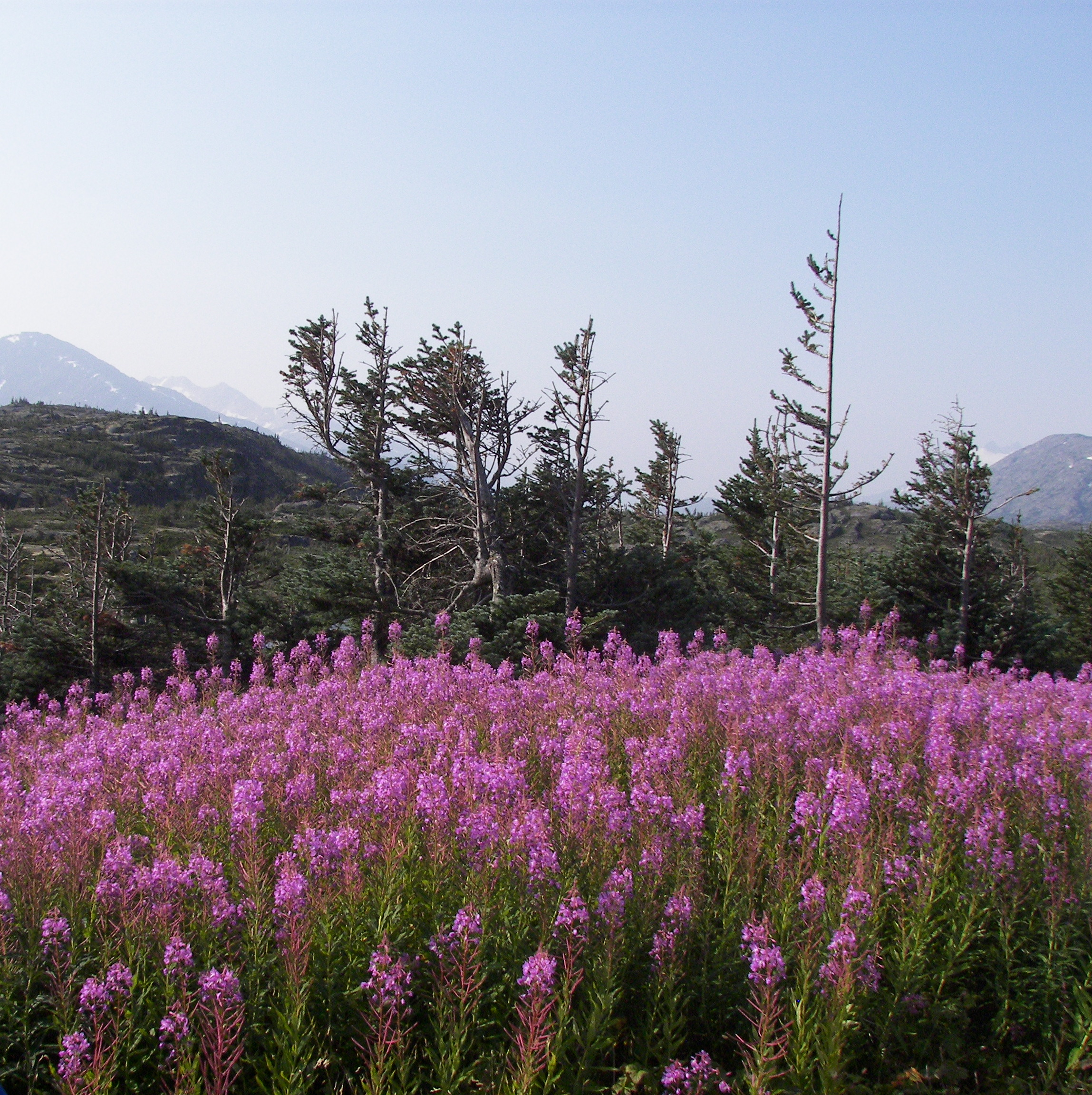
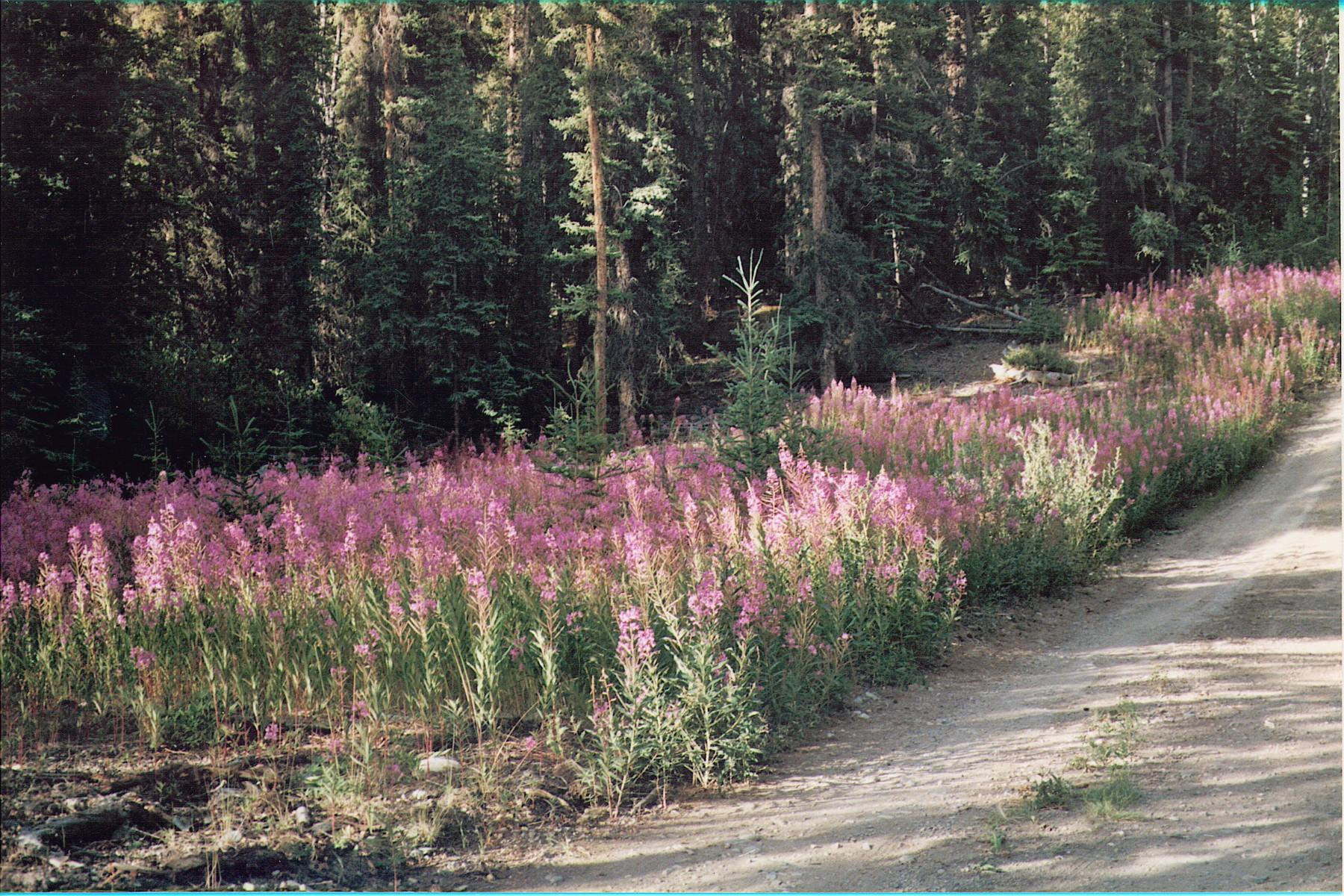